# Aquincum

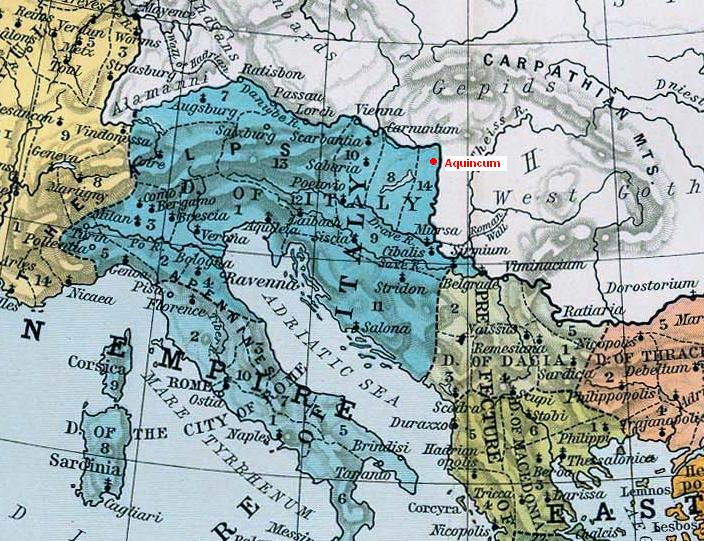
Poloha Aquinca v Římské říši

Aquincum (též Sicambrium, Sicambria) bylo původně vojenským táborem (castrum). Později se stalo významným městem v pannonské části Římského impéria od 1. do 4. století. Nachází se na okraji Budapešti v části Buda (Óbuda). Doklady o římském osídlení jsou roztroušeny po celé Óbudě. Návštěvníkům nabízí své poklady především archeologický park se základními zdmi budov města, jehož součástí je i Muzeum Aquincum a lapidárium. Aquincum bylo strategicky významným městem chránícím severovýchodní výspu Římského impéria na Dunaji. Vojenský tábor založil kolem roku 41–54 císař Vespasián na území obývaném keltským kmenem Eravisků. Název města je latinizovanou formou původního keltského názvu vesnice Ak-ink („vydatná voda“) – odtud též varianta názvu Acincum. Název místu daly termální prameny. Archeologické nálezy z pozdější doby ukázaly, že vojenský tábor zde byl založený již za Tiberia a v letech 18–20 byl přestavěný z dřevěného na kamenný. S Eravisky, jejichž sídelní středisko se nacházelo na Gellértově hoře, udržovali Římané přátelské vztahy.
Roku 80 zde bylo umístěno 6000 vojáků římské legie. Nový vojenský tábor, vybudovaný kolem roku 89, se nacházel poblíž Arpádova mostu. Rozvoj města je spojený s jeho vojenským posláním a politickými záměry Říma. Hlavní ochrana severní hranice impéria spočívala v obraně římského území před vpády Markomanů (Kvádů a Jazygů, které způsobovaly římskému obyvatelstvu značné škody.

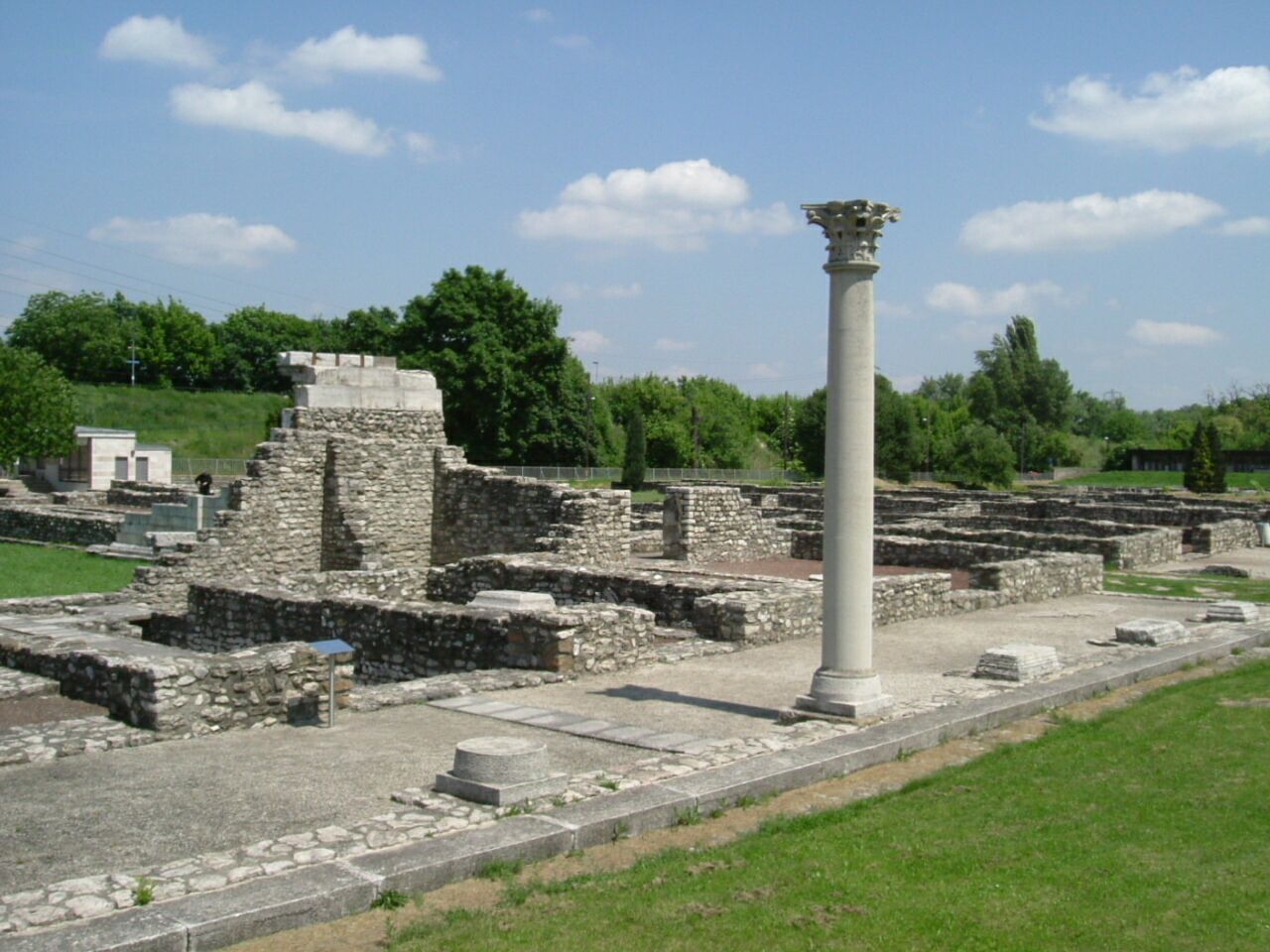
Archeologický park Aquincum

Význam tábora pro bezpečnost oblasti postupně narůstal a za hradbami tábora se začalo budovat civilní město. S armádou přišli státní úředníci, s nimi obchodníci a řemeslníci. Vojenští hodnostáři spolu s řemeslníky a kolonisty (vojenskými veterány) si tu postupně vystavěli kamenné domy, chrámy, veřejné lázně a obchody. Město tak tvořila dvě centra – vojenské (tábor) a civilní (město).
Význam města vzrostl ještě více po roce 109, kdy došlo k reorganizaci Římského impéria. Císař Traján, který v roce 106 ustavil z dobytého území dnešního Rumunska provincii Dacii, reorganizoval Pannonii a rozdělil ji na dva správní celky – Horní a Dolní Pannonii. Aquincum se roku 106 stalo hlavním městem Dolní Pannonie (Pannonia Inferior). V té době tu žilo 30–40 tisíc obyvatel. V roce 107 zde pobýval místodržitel Panonie, budoucí císař a Trajánův chráněnec Hadrián. Byl zde vybudován místodržitelský palác.
V roce 124 obdrželo Aquincum status municipia. V té době už bylo vystavěno z kamene a vybaveno obchody a lázněmi a obklopeno 6 metrů vysokou a 1,5 metru širokou obrannou zdí s třemi branami a obehnáno dvojitým příkopem. V roce 194 pak získalo město status kolonie. Následující třetí století bylo dobou rozkvětu Pannonie. V roce 296 byla Dolní Pannonie rozdělena na dvě části a Aquincum ztratilo status hlavního města provincie, přesto si podrželo svůj význam. Kolem roku 350 byla v městské části vybudována první křesťanská bazilika.
Od konce čtvrtého století tudy stále více pronikaly na území římského státu germánské kmeny a Hunové. Nedlouho po roce 430 opustili Římané Aquincum a přenechali jej Hunům. V 5. století Aquincum obývaly hunské a germánské kmeny.

## Město

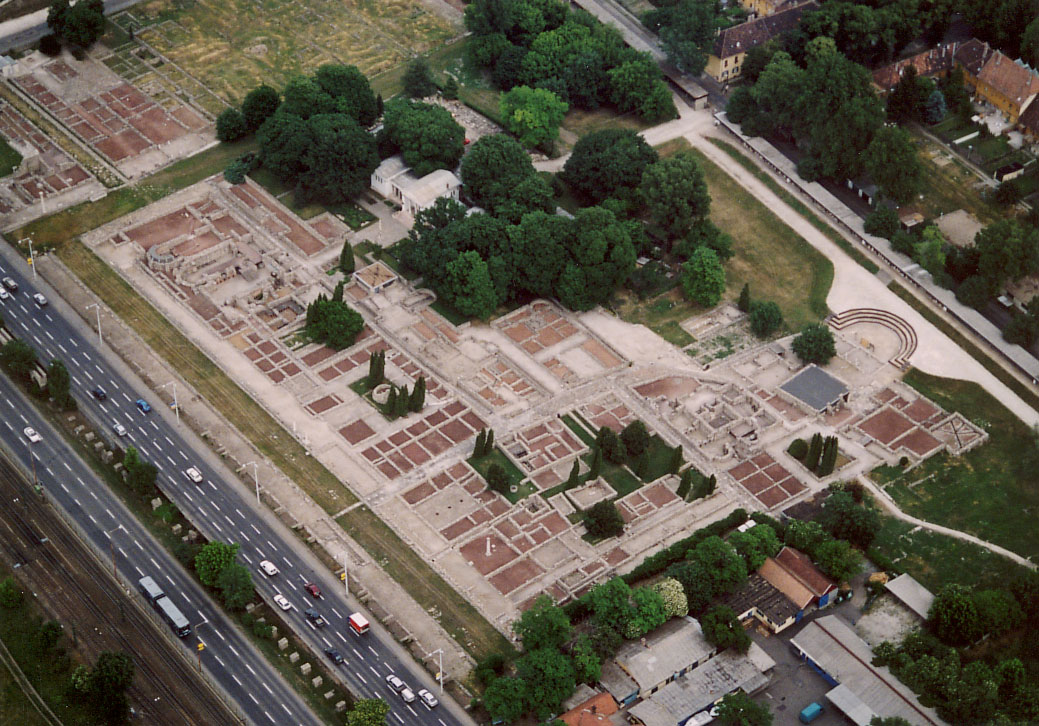
Půdorys civilního města Aquinca

Aquincum se rozkládalo na ploše 420 x 380 metrů a bylo obehnáno 6 metrů vysokou a 1,5 metru širokou zdí. Jen málo domů v Aquincu mělo typické atriové uspořádání, charakteristické pro římské stavby. Domy jsou charakteristické malým půdorysem a nepravidelným vnitřním dvorem.
Významná a rozsáhlá řemeslnická oblast Aquinca se rozkládala ve východní části města na břehu Dunaje. Vyráběla se tu dekorativní keramika, kuchyňské zboží, lampy, průmyslová keramika. Během markomanských válek, vedených císařem Markem Aureliem, a zejména po nich, výroba keramiky poklesla. Na západ od města se rozkládal hřbitov. Náhrobky předních občanů Aquinca, zdobené reliéfy, lemovaly po římském způsobu přístupovou cestu do města. V Aquincu žili obyvatelé různých národností – z epigrafických nápisů zde máme doklady o rodinách původu italského či řeckého. Přistěhovali se sem občané pocházející z Colonie Agrippinensis (Kolína). Byli zde vojáci pocházející z východní části Římské říše. Základ však tvořilo původní keltsko-illyrské obyvatelstvo. Privilegovanému postavení se těšil místní keltský kmen Eravisků, jehož příslušníci se stávali předními civilními úředníky v Aquincu zejména ve druhém století.
V Aquincu pobývala slavná římská II. Pomocná legie (Legio II Adiutrix), kterou sestavil v Raveně v roce 70 Vespasián z námořníků a propuštěnců a kterou sem kolem roku 120 přemístil Traján ze Singiduna (dnešní Bělehrad).

## Archeologické památky

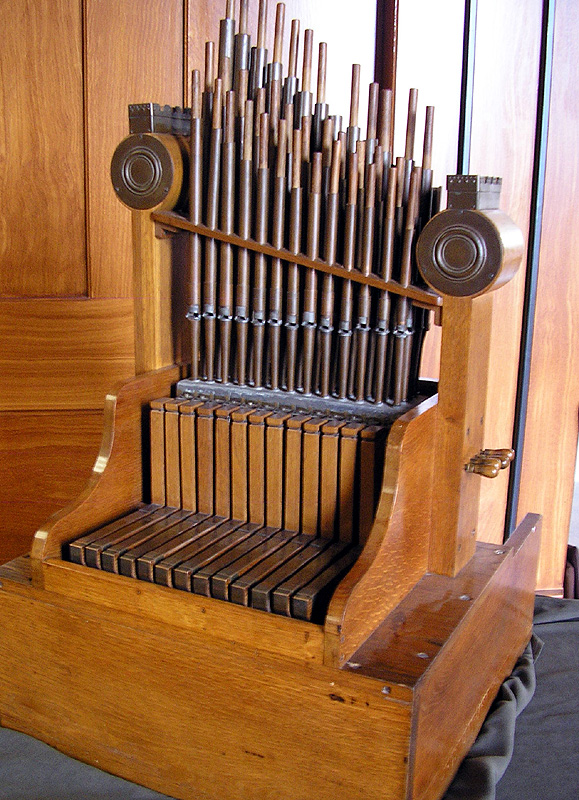
Vodní varhany

Archeologicky byla prozkoumána pouze třetina území města. Archeologické památky nalezené v odkryté části Aquinca, uložené v lapidáriu archeologického parku a v Muzeu Aquincum, které v září roku 2007 otevřelo v další zrekonstruované budově expozici, tvoří nejrozsáhlejší lapidárium nacházející se mimo území Itálie. Významným archeologickým nálezem jsou římské vodní varhany nalezené v roce 1931. V Aquincu se nacházelo pět svatyní kultu boha Mithry, jehož uctívání sem přinesli vojáci římských legií pocházející z východní části říše.